# DragonSpeed
DragonSpeed Racing é uma equipe estadunidense de automobilismo fundada em 2007 pelo então piloto Elton Julian e que compete atualmente no WeatherTech SportsCar Championship, Mundial de Endurance e European Le Mans Series. Também correu no Pirelli World Challenge e Blancpain Endurance Series, além de uma curta passagem pela IndyCar entre 2019 e 2020. Sua sede fica em Júpiter, no estado da Flórida.

## História
Em 2011, 4 anos depois de sua fundação, a equipe fez sua estreia no automobilismo nas 24 Horas de Daytona, usando uma Ferrari F430 pilotada por Cort Wagner e Fred Poordad, e uma Ferrari 4.3L V8 pilotada por Doug Baron e Nick Jones, na categoria GT. A equipe finalizou a prova em 15º lugar em sua divisão e em 29º na classificação geral.
A equipe anunciou, em dezembro de 2018, que se inscreveu para disputar 5 etapas da temporada 2019 da IndyCar Series, tendo como piloto o britânico Ben Hanley, que representava o time no Mundial de Endurance. Em 3 Grandes Prêmios disputados, teve um 18º lugar no GP de St. Petersburg como melhor resultado.
Em 2020, a DragonSpeed inscreveu-se apenas para as 500 Milhas de Indianápolis novamente com Hanley - que iria disputar a etapa de St. Petersburg, mas a prova foi remanejada para outubro. Largando em último lugar, o piloto britânico fechou a corrida em 23º, a 2 voltas do vencedor, Takuma Sato.
Devido à pandemia de COVID-19, Elton Julian anunciou o encerramento das atividades da DragonSpeed na IndyCar, porém não descartou uma volta à categoria. O chassi usado pelo time foi vendido para a Meyer Shank Racing.